# 지아드 파자
지아드 파자(Ziad Youssef Fazah 1954년 6월 10일 ~)는 라이베리아 몬로비아 태생의 세계 최고의 다언어 구사자로 알려진 인물이다. 그는 20세 이전에 58개에 달하는 언어의 대부분을 구사할 수 있는 능력을 갖추었다고 한다. 그의 주장이 사실이라면, 그는 사상 최고의 다언어 구사자가 된다. 그의 이 놀라운 언어능력은 전 세계의 TV쇼에서 한국어, 몽골어, 체코어, 헝가리어를 말하는 출연자들에 의해 성공적으로 입증되어 왔다. 레바논에서 성장한 그는 1970년대 이래로 브라질에 거주하고 있다고 알려져 있다. 그러나 최근 칠레의 한 TV쇼에서 그의 구사 능력을 시험해보았는데 5~7개의 언어만 유창하게 구사할 줄 알고 나머지 언어들은 모두 어느 정도만 구사할 수 있는 것으로 알려졌다. 한 러시아어 구사자가 그에게 "오늘이 무슨 요일이죠?"이라고 러시아어로 묻자 전혀 대답하지 못했다.
그가 조금이라도 구사할 수 있는 언어( Ziad Youssef Fazah: Maior Poliglota do Mundo)는 다음과 같다.
- 알바니아어 독일어 암하라어 아랍어 아르메니아어 아제리어 벵골어 미얀마어 불가리아어 크메르어
- 광둥어 중국어 상하이어 싱할라어 싱가포르영어(?) 한국어 덴마크어 종카어 에스파냐어 핀란드어
- 프랑스어 피지어 그리스어 히브리어 힌디어 네덜란드어 헝가리어 인도네시아어 영어 아이슬란드어
- 이탈리아어 일본어 스와힐리어 라오어 말레이어 말라가시어 몽골어 네팔어 노르웨이어 파피아멘토
- 페르시아어 폴란드어 포르투갈어 파슈토어 키르기스어 루마니아어 러시아어 세르비아어 스웨덴어
- 타지크어 타이어 체코어 티베트어 터키어 우르두어 우즈베크어 베트남어